# 阿拉莫戈多

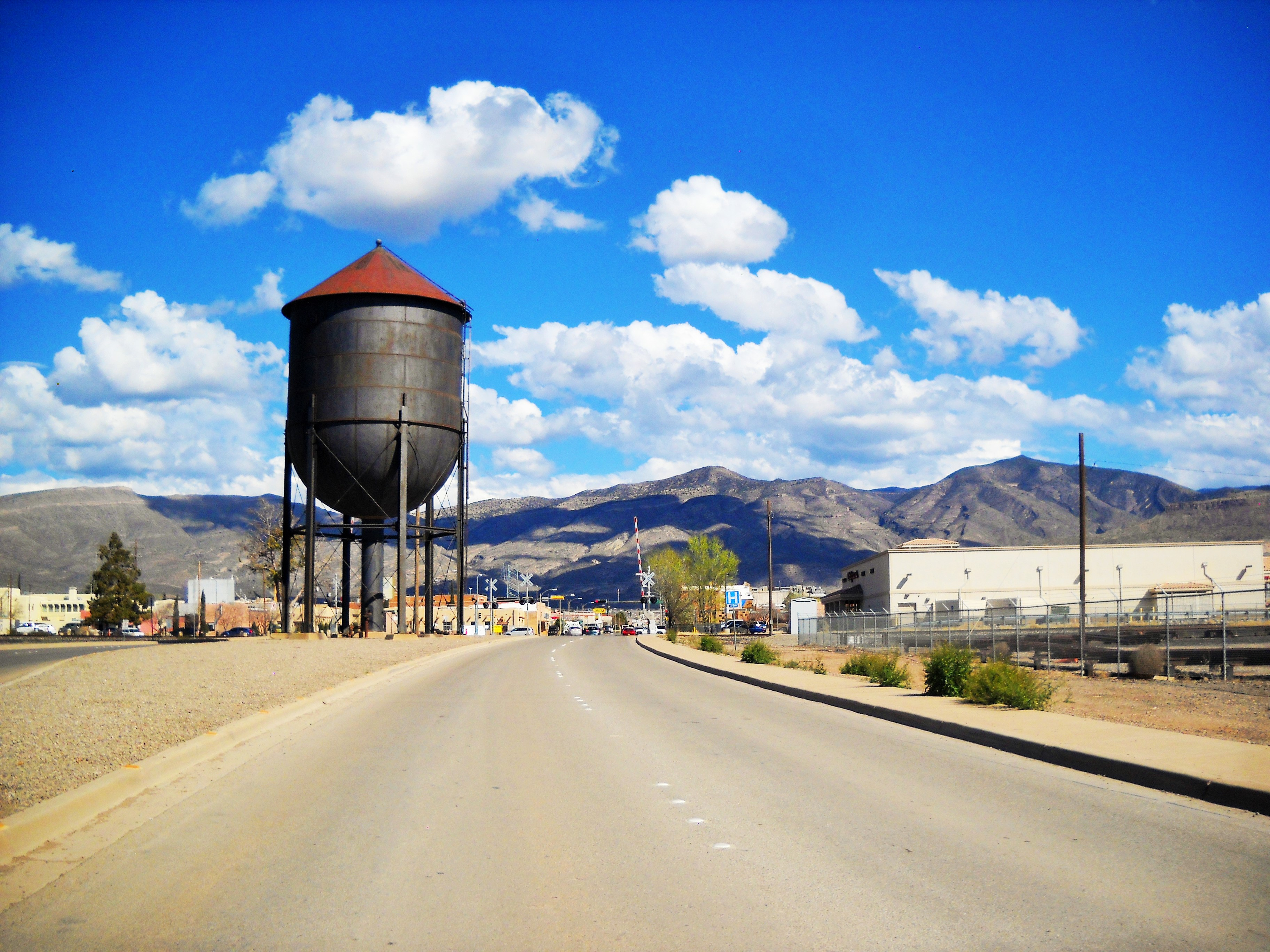
阿拉莫戈多

阿拉莫戈多是美国新墨西哥州奥特罗县县治。2010年人口普查结果阿拉莫戈多人口为3万人。阿拉莫戈多以美国进行三位一体核试验的白沙导弹靶场而知名。